# Jenesien
Jenesien är en ort och kommun i provinsen Sydtyrolen i regionen Trentino-Sydtyrolen i Italien. Kommunen hade 3 066 invånare (2018).